# Щипанський Павло Володимирович
Павло Володимирович Щипанський — український військовик, заступник начальника Національного університету оборони України з наукової роботи, кандидат військових наук, професор. Заслужений працівник освіти України, генерал-майор.

## Життєпис
Станом на 21 серпня 2007 року — начальник кафедри Повітряних Сил Національної академії оборони України.
Станом на кінець червня 2022 року — заступник начальника Національного університету оборони України імені Івана Черняховського з наукової роботи.

## Нагороди
- орден Данила Галицького (11 квітня 2022) — за особисту мужність і самовіддані дії, виявлені у захисті державного суверенітету та територіальної цілісності України, вірність військовій присязі[3];